# System partii hegemonicznej
System partii hegemonicznej – system partyjny charakteryzujący się istnieniem jednej partii mającej większość władzy i jej kilku legalnych przybudówek mających stworzyć pozory pluralizmu. Występował w niektórych krajach socjalistycznych należących do bloku wschodniego.
Przykłady:
- Polska Rzeczpospolita Ludowa – partia hegemoniczna – PZPR, przybudówki – Zjednoczone Stronnictwo Ludowe i Stronnictwo Demokratyczne.
- Koreańska Republika Ludowo-Demokratyczna – partia hegemoniczna – PPK, przybudówki – Koreańska Partia Socjaldemokratyczna i Czondoistyczna Partia Czongu.
- Niemiecka Republika Demokratyczna – partia hegemoniczna – SED, przybudówki – Unia Chrześcijańsko-Demokratyczna, Liberalno-Demokratyczna Partia Niemiec, Niemiecka Demokratyczna Partia Chłopska, Narodowodemokratyczna Partia Niemiec.
- Chińska Republika Ludowa – partia hegemoniczna – KPCh, przybudówki – Rewolucyjny Komitet Chińskiego Kuomintangu, Chińska Liga Demokratyczna, Chińskie Stowarzyszenie Demokratycznej Budowy Państwa, Chińskie Stowarzyszenie Promowania Demokracji, Chłopsko-Robotnicza Demokratyczna Partia Chin, Chińska Partia Dążenia do Sprawiedliwości, Stowarzyszenie Naukowe Trzeciego Września, Demokratyczna Liga Autonomii Tajwanu.

System taki obecnie panuje w Chińskiej Republice Ludowej i Korei Północnej.